# Liste der Naturdenkmale in Oberkirch (Baden)
| Naturdenkmale | Anzahl |
| ------------- | ------ |
| FND           | 0      |
| END           | 14     |
| Gesamt        | 14     |

Die Liste der Naturdenkmale in Oberkirch nennt die verordneten Naturdenkmale (ND) der im baden-württembergischen Ortenaukreis liegenden Stadt Oberkirch. In Oberkirch gibt es insgesamt vierzehn als Naturdenkmal geschützte Objekte, keines ist ein flächenhaftes Naturdenkmal (FND), alle sind Einzelgebilde-Naturdenkmale (END).
Stand: 1. November 2016.

## Einzelgebilde (END)
| Name                               | Bild | Kennung     | Einzelheiten          | Position | Fläche Hektar | Datum         |
| ---------------------------------- | ---- | ----------- | --------------------- | -------- | ------------- | ------------- |
| Buche                              |      | 83170890012 | Oberkirch             | ???      | 0,0           | 3. Okt. 1988  |
| Buschige Fichte                    |      | 83170890009 | Oberkirch             | ???      | 0,0           | 16. Okt. 1972 |
| Edelkastanie                       |      | 83170890004 | Oberkirch             | ???      | 0,0           | 3. Mai 1950   |
| Eiche am Giedensbach               |      | 83170890013 | Oberkirch             | ???      | 0,0           | 3. Okt. 1988  |
| Eiche Wilhelmsitz                  |      | 83170890001 | Oberkirch             | ???      | 0,0           | 25. Aug. 1943 |
| Eiche                              |      | 83170890008 | Oberkirch             | ???      | 0,0           | 16. Okt. 1972 |
| Forle beim Schwarzen Kreuz         |      | 83170890006 | Oberkirch             | ???      | 0,0           | 20. Feb. 1964 |
| Linde                              | BW   | 83170890003 | Oberkirch, Zusenhofen | ⊙        | 0,0           | 25. Aug. 1943 |
| Mammutbaum                         |      | 83170890010 | Oberkirch             | ???      | 0,0           | 3. Okt. 1988  |
| Paradieseiche                      |      | 83170890007 | Oberkirch             | ???      | 0,0           | 16. Okt. 1972 |
| Starke Buche sog. „Otto-Ruf-Buche“ |      | 83170890011 | Oberkirch             | ???      | 0,0           | 3. Okt. 1988  |
| „Vogt-Eiche“ am Maienbach          |      | 83170890014 | Oberkirch             | ???      | 0,0           | 3. Okt. 1988  |
| 1 Kastanie                         |      | 83170890015 | Oberkirch             | ???      | 0,0           | 14. Nov. 1994 |
| 5 Linden (ehemals 12 Linden)       |      | 83170890005 | Oberkirch             | ???      | 0,0           | 3. Apr. 1952  |
| Legende für Naturdenkmal           |      |             |                       |          |               |               |